# Felix Alaba Adeosin Job
Felix Alaba Adeosin Job (* 24. Juni 1938 in Esure) ist ein nigerianischer Geistlicher und emeritierter Erzbischof von Ibadan.

## Leben
Felix Alaba Adeosin Job empfing am 24. Dezember 1966 die Priesterweihe.
Sergio und Domenica Bernardini hatten 10 Kinder, davon acht, die Kapuzinerpriester oder Nonne wurden. Zudem adoptierten sie Felix Alaba Adeosin Job und finanzierte ihm die Seminaristenausbildung. 2015 wurde das Ehepaar von Papst Franziskus mit dem Ehrentitel Ehrwürdige Diener Gottes ausgezeichnet.
Papst Paul VI. ernannte ihn am 11. März 1971 zum Weihbischof in Ibadan und Titularbischof von Abthugni. Der Bischof von Ibadan, Richard Finn SMA, spendete ihm am 4. Juli desselben Jahres die Bischofsweihe; Mitkonsekratoren waren John Kwao Amuzu Aggey, Erzbischof von Lagos, und Anthony Saliu Sanusi, Bischof von Ijebu-Ode.
Am 5. Oktober 1974 wurde er zum Bischof von Ibadan ernannt. Mit der Erhebung zum Erzbistum am 26. März 1994 wurde er zum Erzbischof von Ibadan ernannt.
Am 29. Oktober 2013 nahm Papst Franziskus seinen altersbedingten Rücktritt an.